# Gudula Budke
Gudula Budke (* 16. Februar 1926 in Osnabrück als Gudula Rabe; † 6. November 2024 ebenda) war eine deutsche Schriftstellerin und Lyrikerin.

## Werdegang
Budke arbeitete nach einem Volontariat in Oldenburg zunächst als freie Kulturredakteurin und publiziert seit 1970 eigene literarische Texte, die u. a. in „die horen“ erschienen sind. Budke veröffentlichte Romane, Erzählungen und Lyrik. 1971 initiierte sie die 'Literarische Gruppe Osnabrück e.V.' und übernahm deren Vorsitz, ab 1981 war sie deren Ehrenvorsitzende. 1975 wurde sie Mitglied im Verband deutscher Schriftsteller (VS), in dem sie sechs Jahre lang im Vorstand tätig war. 1978 trat sie in den Autorenkreis Plesse, 1980 in den Europäischen Autorenverband „DIE KOGGE“ ein. Budke lebte und arbeitete in Osnabrück.

## Preise und Auszeichnungen
- 1978 Lyrikpreis der Stadt Osnabrück
- 1979 Stadtschreiberin Soltau
- 1987 Niedersächsischer Literaturpreis (Künstlerstipendium)
- 1987 Dr.-Heinrich-Mock-Medaille,
- 1990 Stipendium des Künstlerdorfs Schöppingen
- 1994 Burgschreiberin zu Plesse
- 1997 Das Neue Buch Niedersachsen.

## Werke
- Engel, die Sekt trinken, 1974
- In deinen Wohnungen Israel, 1978
- Bilderstürmer, 1982
- Trauer muß die Witwe tragen, 1989
- Imdugud oder Hochzeit mit dem Löwen, 1992
- Dianas Nacht, 1996
- Änne und Leonid – Eine unerhörte Geschichte, 1997
- Grass verkauft Lakritze, Pendragon Verlag, Dezember 1998

### Als Herausgeberin
- Osnabrücker Autoren. Lyrik + Prosa. Bünde 1975
- Schreibfreiheit. Lyrik und Prosa. Osnabrück 1979

### Anthologisch
- in: Poesiealbum neu (Hg.: Ralph Grüneberger) Ausgabe 02/2012